# East Calder
East Calder är en ort i Storbritannien.   Den ligger i kommunen West Lothian och riksdelen Skottland, i den centrala delen av landet, 500 km norr om huvudstaden London. East Calder ligger 125 meter över havet och antalet invånare är 5 695.
Terrängen runt East Calder är platt åt nordväst, men åt sydost är den kuperad. Runt East Calder är det ganska tätbefolkat, med 104 invånare per kvadratkilometer. Närmaste större samhälle är Edinburgh, 17,9 km öster om East Calder. Trakten runt East Calder består i huvudsak av gräsmarker.